# Ngũ Hành Sơn

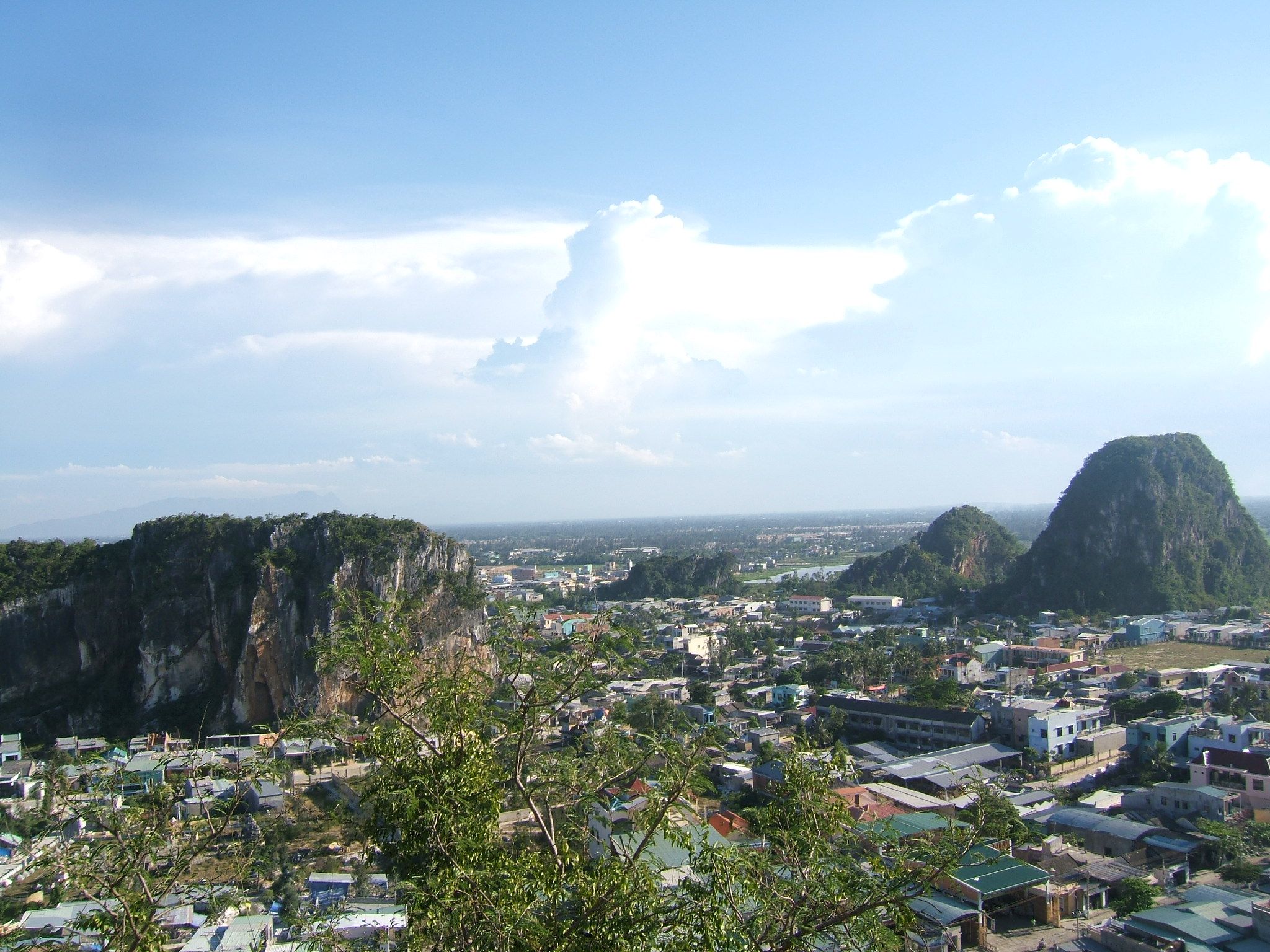
Từ trên đỉnh Thủy Sơn, nhìn thấy một phần phong cảnh Ngũ Hành Sơn.

Ngũ Hành Sơn (chữ Hán: 五行山)  là một danh thắng gồm 6 ngọn núi đá vôi nhô lên trên một bãi cát ven biển, trên một diện tích khoảng 2 km² nằm cách trung tâm thành phố Đà Nẵng, Việt Nam khoảng 8 km về phía Đông Nam, ngay trên tuyến đường Đà Nẵng - Hội An; nay thuộc phường Hòa Hải, quận Ngũ Hành Sơn, thành phố Đà Nẵng. Ngũ Hành Sơn gồm các ngọn núi: Mộc Sơn, Thủy Sơn (lớn, cao và đẹp nhất), Thổ Sơn, Kim Sơn và Hỏa Sơn (có hai ngọn là Dương Hỏa Sơn và Âm Hỏa Sơn).
Ngày 22 tháng 3 năm 1990, khu danh thắng này đã được Bộ Văn hóa (nay là Bộ Văn hóa, Thể thao và Du lịch) ra quyết định công nhận là Di tích Lịch sử Văn hóa cấp Quốc gia.
Theo Quyết định được Thủ tướng phê duyệt ngày 11/7/2023, danh thắng Ngũ Hành Sơn ở phường Hòa Hải, quận Ngũ Hành Sơn có tổng diện tích quy hoạch 1.049.701 m2. Phía đông khu danh thắng giáp đường Trường Sa và các khu nghỉ dưỡng ven biển, phía tây giáp sông Cổ Cò, phía nam giáp sông Cổ Cò và khu dân cư hiện trạng, phía bắc giáp đường Phạm Hữu Nhật và khu tái định cư.
Về phân khu chức năng, Thủ tướng điều chỉnh mở rộng phạm vi khu vực bảo vệ I của danh thắng thành 189.821 m2, bao gồm diện tích khu vực cảnh quan 6 ngọn núi (Kim Sơn, Mộc Sơn, Thuỷ Sơn, Thổ Sơn, Dương Hỏa Sơn, Âm Hỏa Sơn), núi Ghềnh (8.373 m2) và núi đá phía đông nam Âm Hỏa Sơn (328 m2).
Danh thắng có các công trình, di tích tôn giáo và kiến trúc có giá trị, nhà ở kết hợp kinh doanh đá mỹ nghệ, các khu chức năng, không gian cây xanh chuyên đề, mặt nước, khu vườn tượng, đền thờ tưởng niệm các liệt sĩ và mẹ Việt Nam anh hùng.

## Tên gọi
Tên núi Non Nước (tức Non Nước sơn) đã có từ lâu đời và đã đi vào ca dao Việt Nam như một tổng kết kinh nghiệm về thời tiết của người dân địa phương: 
Chiều chiều mây phủ Sơn Trà,
Sấm rền Non Nước trời đà chuyển mưa.
Cái tên ấy còn tìm thấy trong:
- Giáp Ngọ bình Nam đồ do Đoan Quốc công Nguyễn Hoàng lập năm 1594, sau khi được vua Lê Thế Tông cho vào trấn thủ đất Thuận Hóa, vẽ đường đi từ Chiêm Thành đến biên giới Chân Lạp, có ghi địa danh là "Non Nước Sơn".
- Thiên Nam tứ chí lộ đồ thư do Đỗ Bá Công Đạo (tự Đạo Phủ, quê Nghệ An) soạn vào năm Bính Dần (1686), vẽ đường đi từ Thăng Long đến Chiêm Thành, có ghi địa danh là "Non Nước Sơn tam đỉnh" bằng chữ Nôm.
Tên Ngũ Hành Sơn xuất hiện muộn hơn, và đã được Lê Quang Định nói đến trong Hoàng Việt nhất thống dư địa chí (1806): "Phía đông bến đò xã Hoàn Ký Đông có núi Ngũ Hành Sơn, năm tòa núi chia làm Kim, Mộc, Thủy, Hỏa, Thổ gọi là núi Non Nước".
Tháng 4 (âm lịch) năm 1825, vua Minh Mạng đến chơi Ngũ Hành Sơn lần đầu. Tuy nhiên, mãi đến năm Minh Mạng thứ 18 (1837), tên của các ngọn núi ấy mới được nhà vua tái xác nhận bằng một văn bản hành chính. Sách Đại Nam dư địa chí ước biên có từ thời Nguyễn chép:
"Ngũ Hành Sơn ở huyện Diên Phước... Tục gọi là hòn Non Nước. Năm Minh Mạng thứ 18 (1837) có sắc chỉ, ban cho ngọn núi phía đông bắc (núi Tam Thai) là Thủy Sơn. Ba ngọn núi phía tây nam là núi Mộc Sơn, núi Dương Hỏa, núi Âm Hỏa  Hai ngọn phía tây là Thổ Sơn, Kim Sơn, (cho) khắc tên núi lên đá"...
Theo một số người, tên Ngũ Hành Sơn không những mang tính hoa mỹ hơn, mà người đặt ra nó đã dựa vào thế đất, thế núi và có kết hợp các yếu tố cơ bản của thuyết âm dương-ngũ hành. Tuy nhiên, ở cuối thế kỷ 19, một nhà nghiên cứu người Pháp là Albert Sallet, thì lại dựa vào chất liệu của núi đá để đặt tên cho thắng cảnh là "Les montagnes de marbre" (Những ngọn núi đá cẩm thạch).
Ngoài ra, Ngũ Hành Sơn còn có các tên khác như: Ngũ Uẩn Sơn, Ngũ Chỉ Sơn,...

## Giới thiệu sơ lược

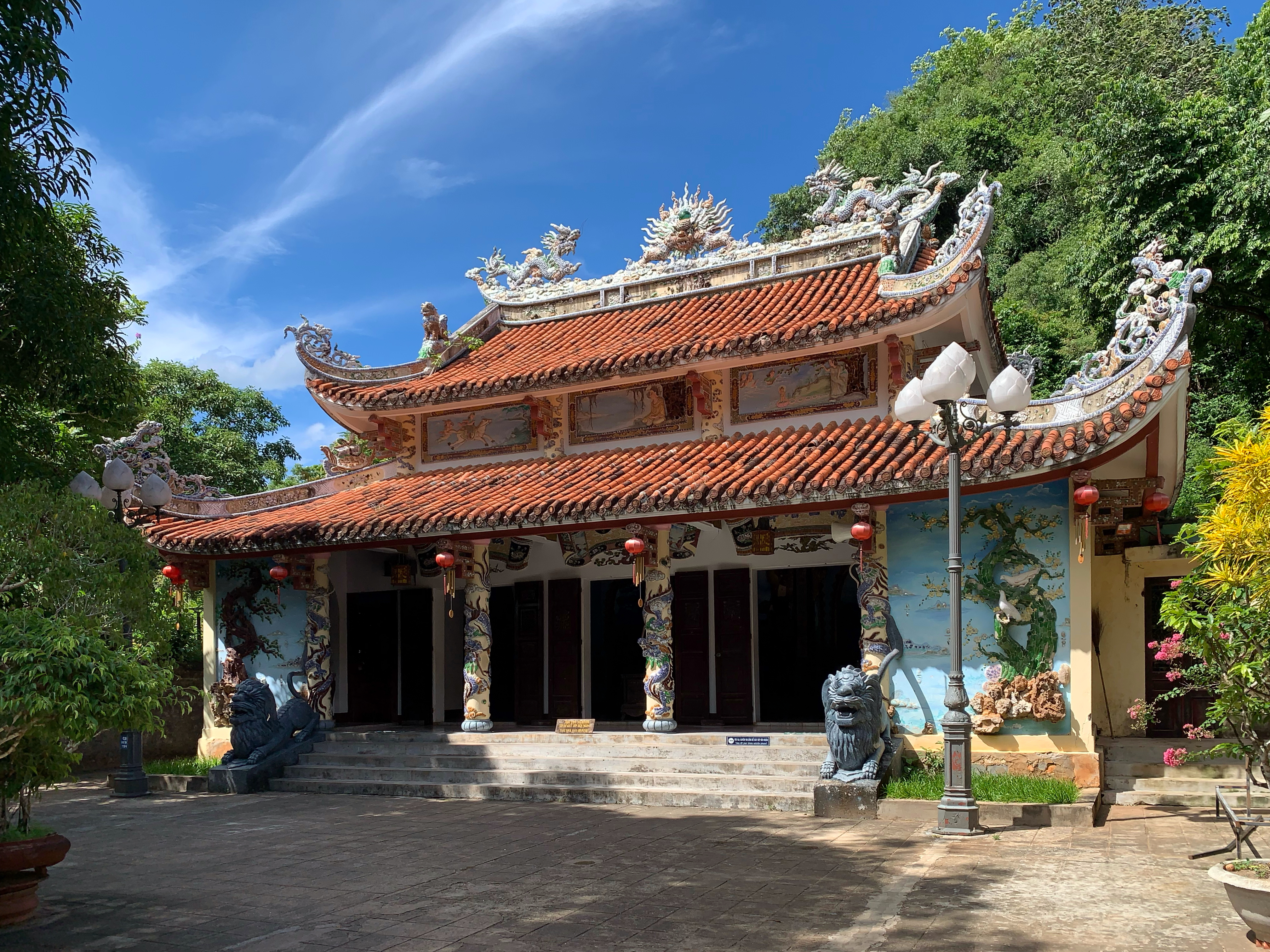
Chùa Tam Thai

Mô tả cụm núi này, trong sách Đại Nam dư địa chí ước biên có đoạn viết:
..."Từ trong Sa Động đột ngột nổi lên 6 ngọn núi đá. Sông rộng vòng phía tây, biển lớn bao phía đông, hình núi nhọn hoắt. Trời tạnh, nhìn ra xa, sắc như gấm mây, rất đáng yêu... Phía đông có đài Vọng Hải, phía tây có đài Vọng Giang, mỗi đài lại có một bài văn bia ghi lại. Bên hữu chùa Tam Thai có phúc địa Động Thiên, ở đó có hành cung, là một đại danh thắng của một tỉnh Quảng Nam".
Thật vậy, Ngũ Hành Sơn nằm giữa vùng cát trắng mịn từ biển Non Nước kéo dài đến bán đảo Tiên Sa. Theo các nhà địa chất học, cụm núi này trước đây là các hòn đảo ở gần bờ biển do tác dụng của thủy triều, phù sa bồi đắp mà nối liền với lục địa. Dần dà, vì bị nước mưa và khí hậu tác động xói mòn tạo ra những hang động và hình thù kỳ thú. Đặc biệt, đá cẩm thạch tại đây có màu ngũ sắc, phân chia theo từng núi: đá ở Thủy Sơn thường có màu hồng, ở Mộc Sơn thường có màu trắng, ở Hỏa Sơn thường có màu đỏ, ở Kim Sơn thường có màu thủy mặc và ở Thổ Sơn thường có màu nâu. Quanh Ngũ Hành Sơn, về phía đông có biển Đông với bãi cát mịn trắng chạy dọc ven biển; ở phía tây và nam là sông Cổ Cò chảy qua hòa vào nhánh sông Cẩm Lệ. Ở thế kỷ 17-18, nhánh sông này là đường thủy thông thương huyết mạch giữa Đà Nẵng với Hội An, về sau bị bồi lấp.
Các loại thảo mộc quý có mọc ở đây là: Thiên tuế, Thạch trường sanh, Cung-nhân-thảo (Amaryllis) lài trắng, Cảnh-thiên (Crassule), Mộc tê, Chương não, Thử lý (M. Vyridiflora, có tinh dầu dùng để trét ghe thuyền), Tứ quý... Về hoa rừng có nhiều loại phong lan. Về động vật có loài khỉ Dộc hiền, và các loại dơi, chim  yến, v.v...
Ngoài các dấu ấn văn hóa lịch sử còn in đậm trong các hang động, và trên mỗi công trình chùa, tháp đầu ở các thế kỷ trước, như mộ mẹ tướng quân Trần Quang Diệu, đền thờ Công chúa Ngọc Lan (em gái vua Minh Mạng), bút tích sắc phong quốc tự còn lưu giữ tại chùa Tam Thai của triều Nguyễn, v.v...; ở đây còn có các di tích lịch sử đấu tranh của nhân dân Việt như Địa đạo núi Đá Chồng, hang Bà Tho, núi Kim Sơn, hang Âm Phủ, v.v...

## Thông tin sơ lược mỗi núi

### Kim Sơn

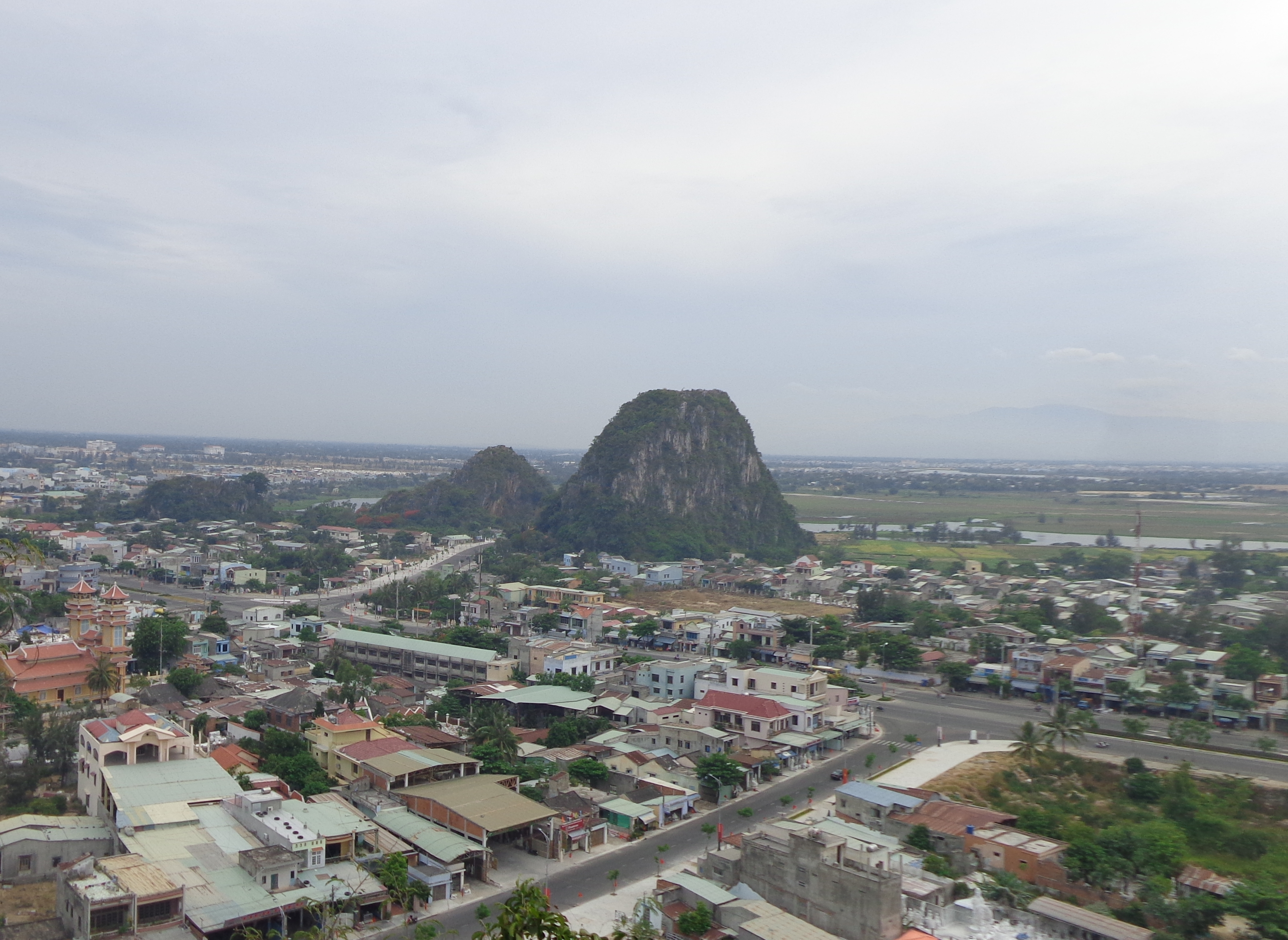
Ngọn Kim Sơn (cao hơn) bên cạnh 2 ngọn Hỏa Sơn (thấp hơn), nằm ở phía tây cụm núi Ngũ Hành Sơn Đà Nẵng, bên phải đường Đà Nẵng - Hội An.

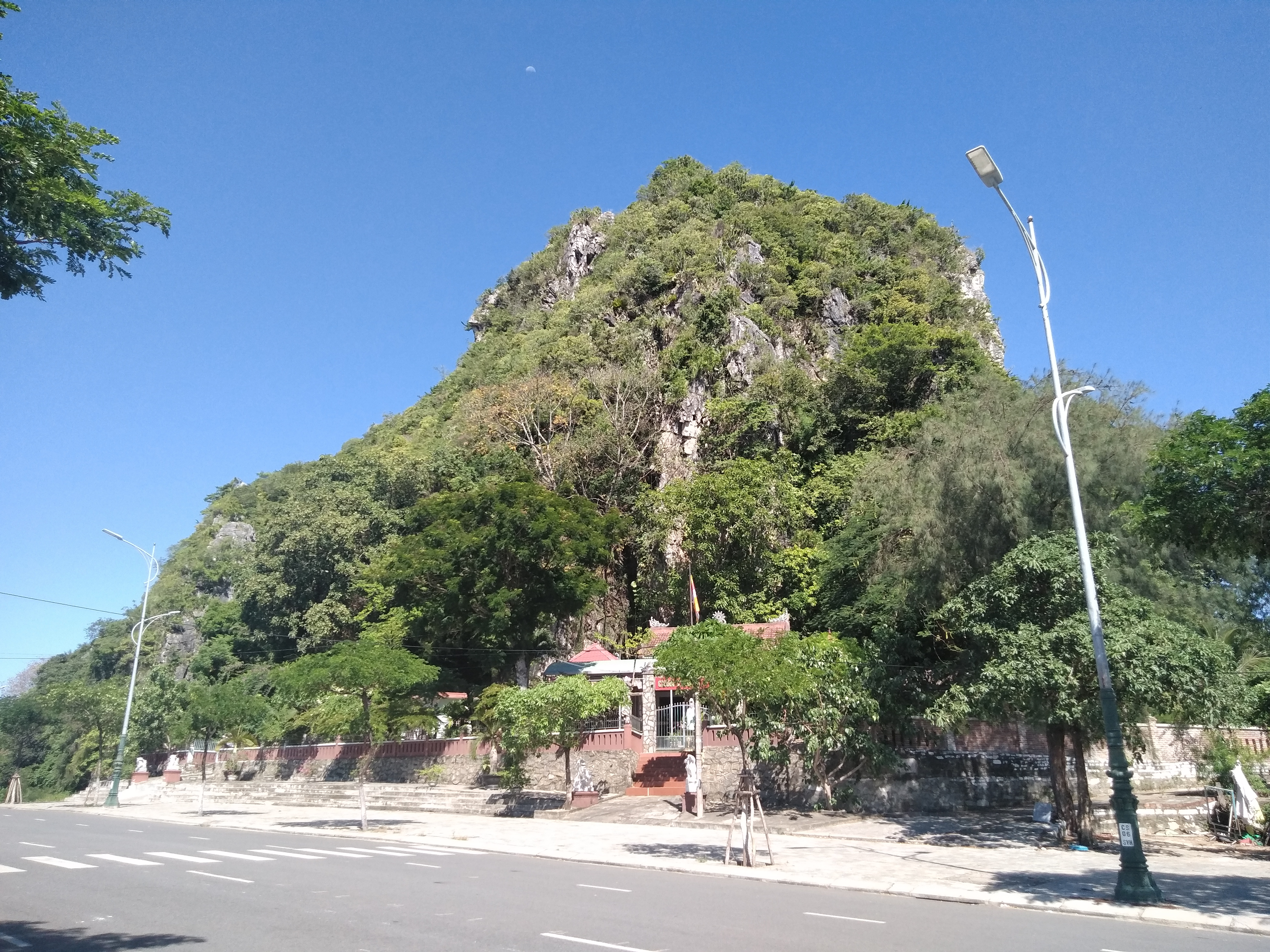
Kim Sơn

Kim Sơn ở phía bắc 2 ngọn Hỏa Sơn, phía Đông Nam là đường Sư Vạn Hạnh, phía Bắc là ngọn Thổ Sơn. Hình dáng núi trông như một quả chuông úp sấp, nằm giữa Hỏa Sơn và Thổ Sơn, và bên cạnh dòng sông Trường nối dài với sông Hàn. Ngày nay dòng sông Trường đã bị bồi lấp một phần thành đồng ruộng và ao hồ. Nằm tựa lưng vào ngọn núi này là ngôi chùa Quan Âm cổ kính với động Quan Âm huyền bí.

### Mộc Sơn

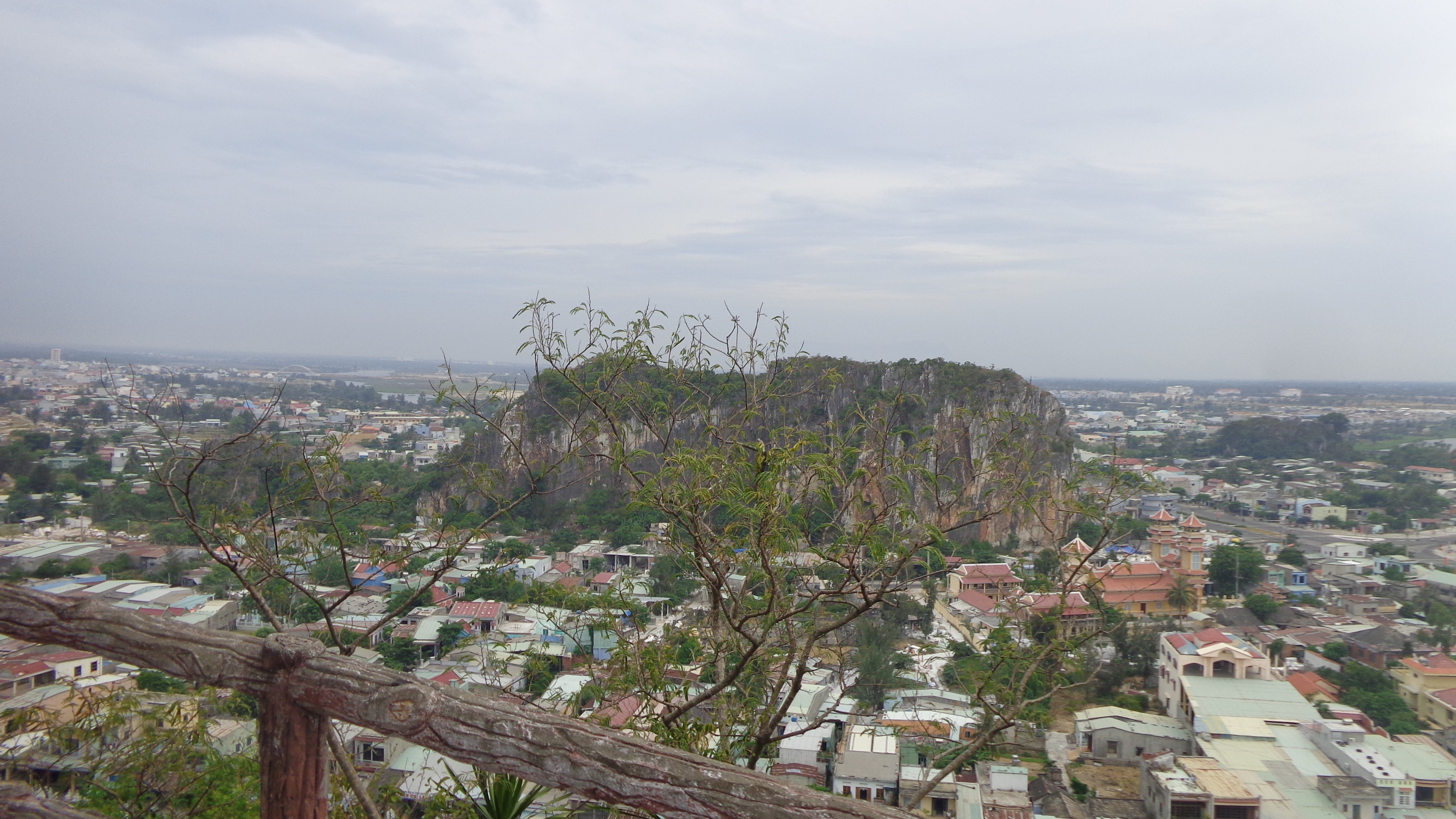
Ngọn Mộc Sơn trong cụm núi Ngũ Hành Sơn Đà Nẵng, thẳng phía nam ngọn Thủy Sơn (ở phía đông nam cụm núi), bên trái đường Đà Nẵng-Hội An.

Mộc Sơn ở phía Đông Nam, nằm song song với núi Thủy Sơn. Dù mang tên là "mộc" nhưng cây cối ở đây rất ít. Theo Quách Tấn, xưa kia núi này cũng là một hòn kỳ vĩ, với sườn núi dựng đứng, đá trắng nhô lên tua tủa. Về sau, sườn núi ở phía Bắc và phía Nam bị đào xới nhiều nên trông như một bức thành hư lồi lõm.

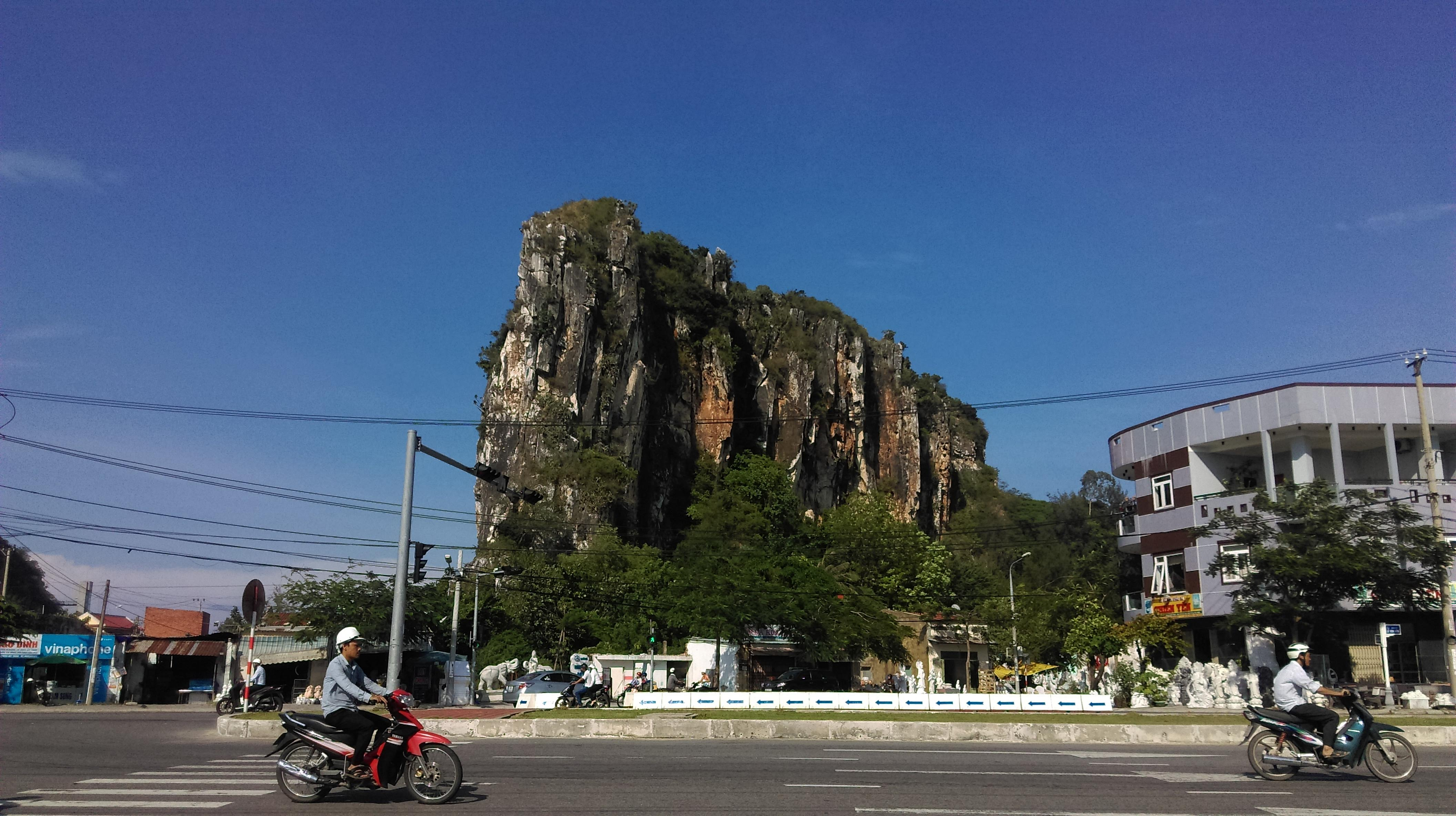
Mộc Sơn

### Thủy Sơn

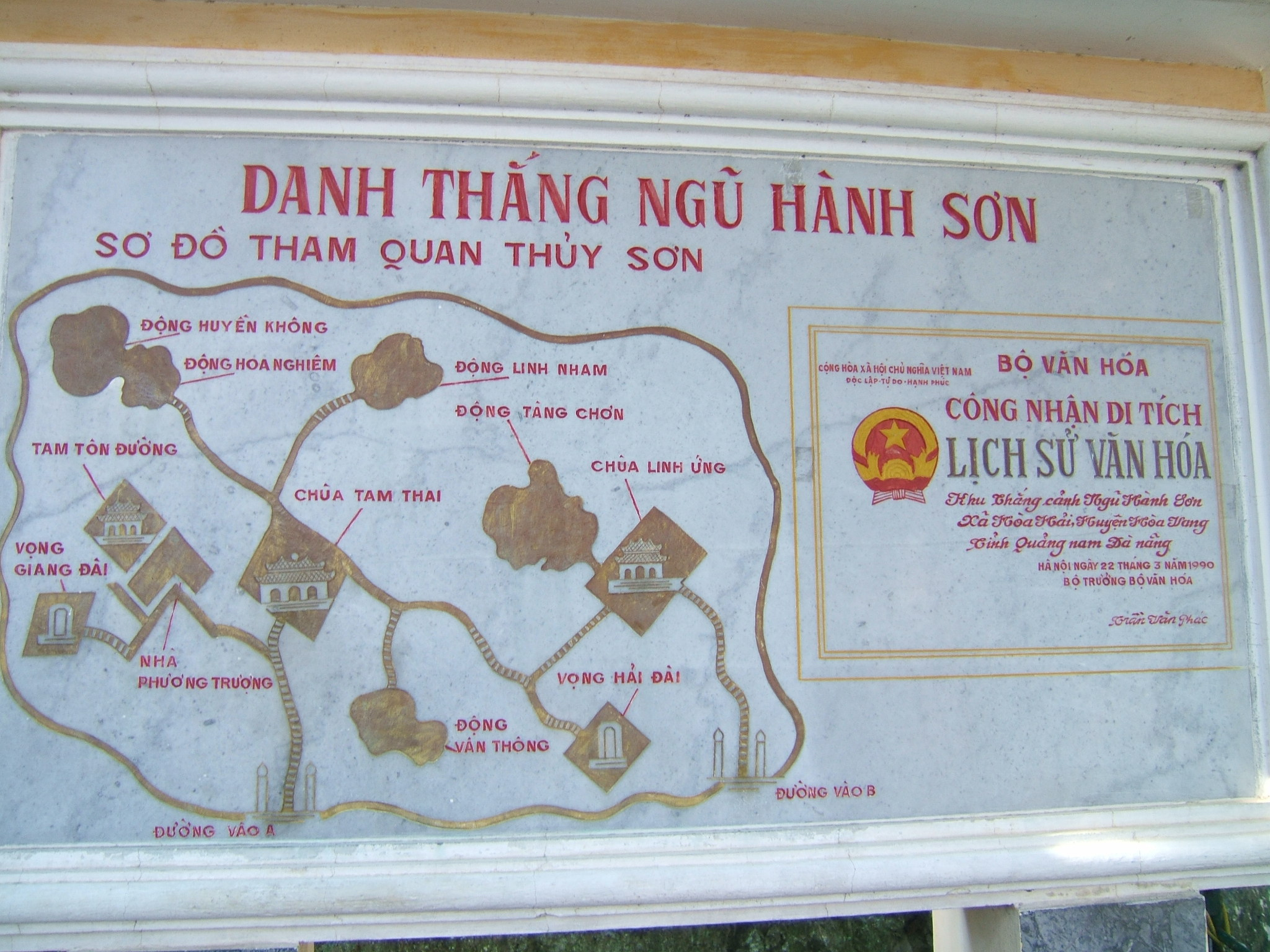
Bản đồ tham quan Thủy Sơn

Thủy Sơn nằm trên bãi đất rộng theo hướng Đông Bắc, khoảng 15 ha, cao khoảng 160 m. Vì núi có ba đỉnh nằm ở ba tầng, giống như ba ngôi sao Tam Thai ở đuôi chòm sao Đại Hùng (dân gian gọi là Sao Cày), nên còn có tên gọi là núi Tam Thai. Đây là ngọn núi lớn, cao và đẹp nhất, thường được nhiều người đến tham quan.
Sơ lược ba đỉnh của núi:
- Thượng Thai: là ngọn cao nhất 160 m ở phía Tây Bắc của Thủy Sơn, đáng kể có: chùa Tam Thai, chùa Tam Tôn, chùa Từ Tâm, khu Hành Cung, Vọng Giang Đài (望江臺, đài ngắm sông), động Hoa Nghiêm (một trong số tượng ở đây có tượng nữ thần Thiên Y A Na của người Chăm), động Huyền Không, động Linh Nha,...
- Trung Thai: là ngọn thấp hơn một chút ở phía Nam của Thủy Sơn, đáng kể có: Cổng trời (Cổng Vân Căn Nguyệt Quật), động Vân Thông (tục gọi là Hang Lên Trời), động Thiên Long (tục gọi là Hang Rồng), động Thiên Phước Địa...
- Hạ Thai: là ngọn phía Đông thấp nhất của Thủy Sơn, đáng kể có: chùa Linh Ứng, tháp Xá Lợi, Vọng Hải Đài (đài ngắm biển), động Tàng Chơn...

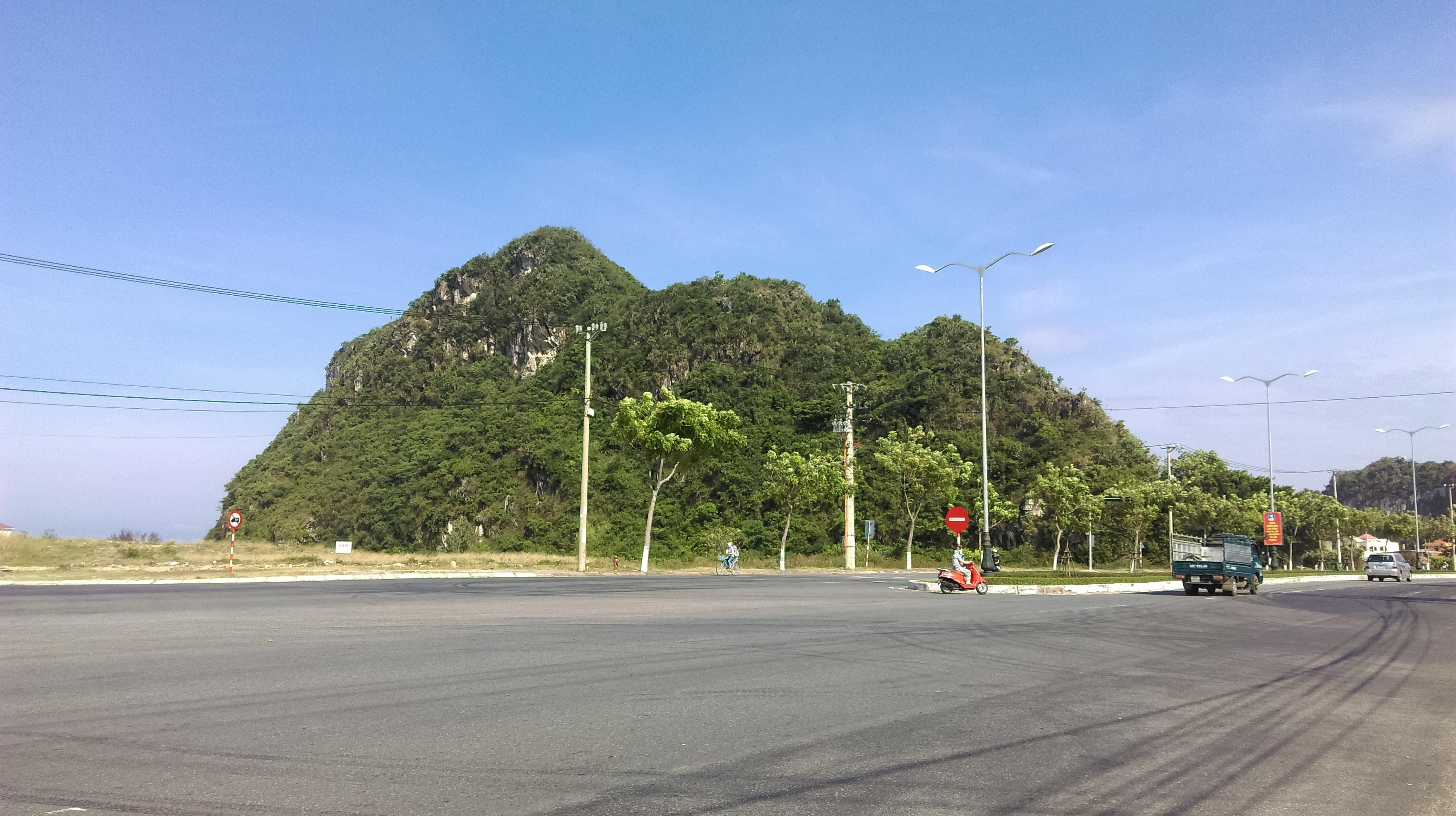
Thủy Sơn

Đặc biệt, trên Thủy Sơn còn có hai di vật cổ quý hiếm, đó là tấm bia Phổ Đà Sơn Linh Trung Phật tại động Hoa Nghiêm và tấm Kim bài hình quả tim lửa có bút tích của vua Minh Mạng ban tặng cho chùa Tam Thai. Bia Phổ Đà sơn lập vào năm Canh Thìn (1640) ghi lại danh sách 53 tín hữu (trong đó có ít nhất có 10 gia đình người Nhật Bản) đã cúng hàng ngàn quan tiền, hàng chục lạng bạc nén và hàng trăm cân đồng để xây dựng chùa Bình An. Trong danh sách những người Nhật góp tiền, có người tên Tống Ngũ Lang còn được Chu Thuấn Thủy nhắc đến với tư cách là bạn thân thiết trong An Nam cung dịch kỷ sự (Ký sự đến Việt Nam năm 1657, Vĩnh Sính dịch, Hội Khoa học Lịch Sử Việt Nam xuất bản, 1999, t. 23-24)

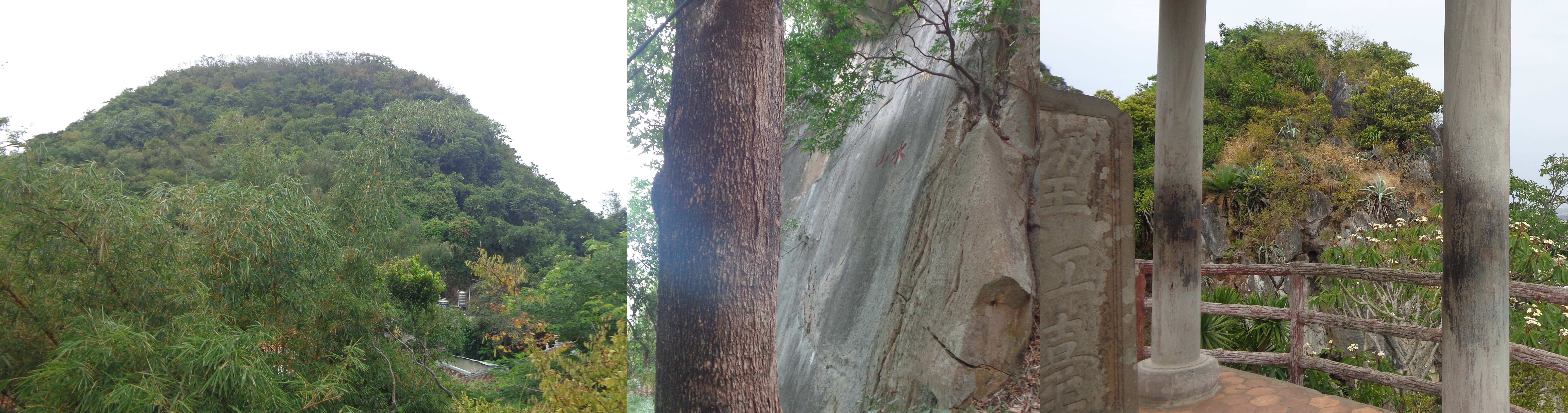
Các phần của ngọn Thủy Sơn (từ trái qua phải lần lượt là các phần tây sang đông của ngọn núi:đỉnh Thượng Thai, tên Thủy Sơn (山水) của ngọn núi ở đường lên chính, đỉnh Hạ Thai nhìn từ Vọng Giang Đài).

Theo thông tin trên website Ngũ Hành Sơn, thì ngay lần đầu (1825) vua Minh Mạng đến chơi ngọn Thủy Sơn đã cho xây dựng hai con đường bậc cấp đi lên núi, đó là lối đi lên chùa Tam Thai và lối đi lên chùa Linh Ứng (xưa gọi là Ứng Chơn). Ngày nay, hai con đường ấy là cổng phía Tây gồm có 156 bậc đá dẫn đến chùa Tam Thai (xây dựng năm 1630) và cổng phía đông gồm có 108 bậc dẫn đến chùa Linh Ứng.

### Hỏa Sơn

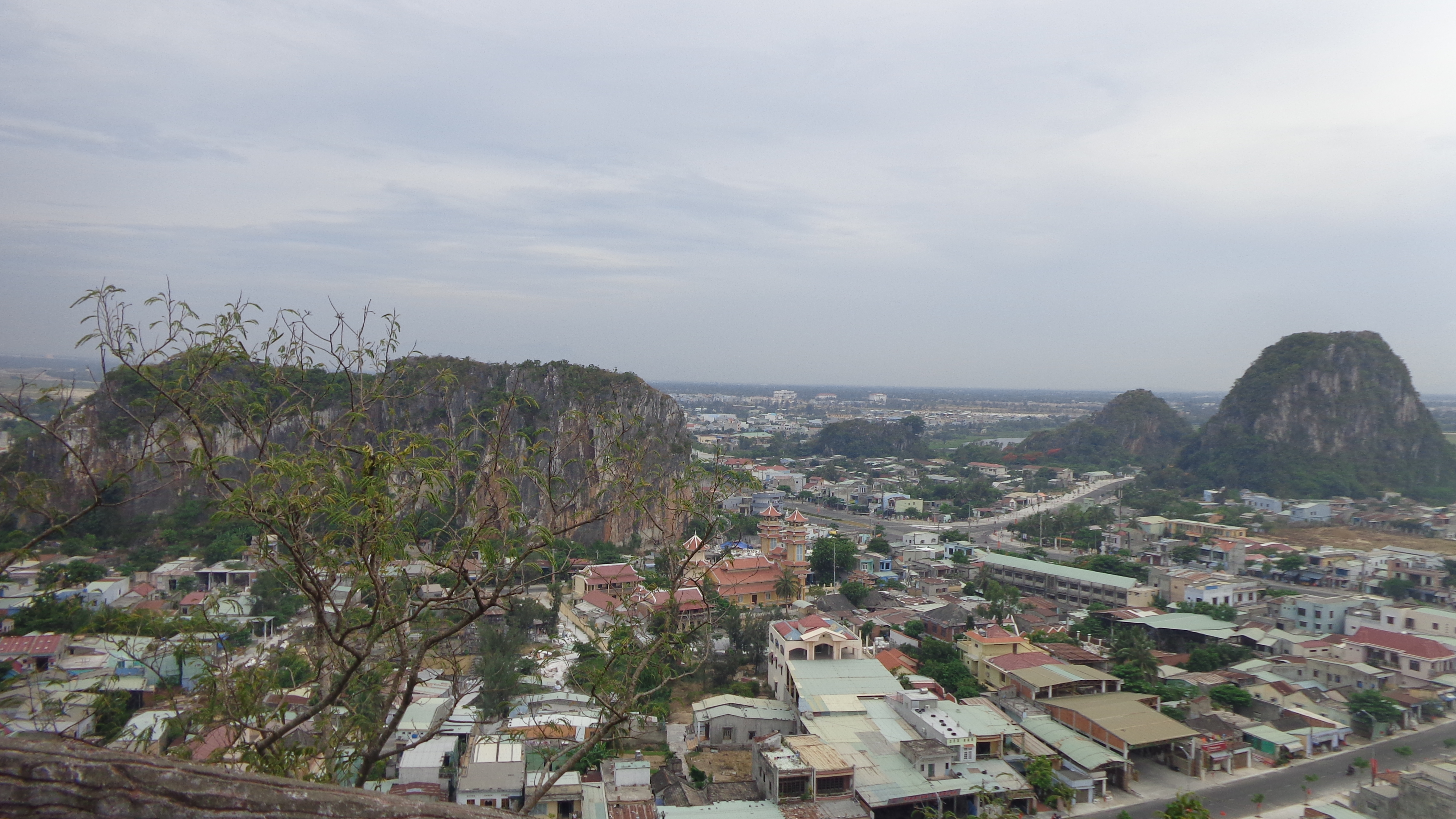
Các ngọn (từ trái qua): Mộc Sơn - Âm Hỏa Sơn - Dương Hỏa Sơn - Kim Sơn, trong cụm núi Ngũ Hành Sơn Đà Nẵng.

Hỏa Sơn ở phía Tây Nam, nằm đối diện với hòn Kim Sơn, bên trái đường Sư Vạn Hạnh. Ngày xưa con sông Cổ Cò chạy dọc theo phía Nam hòn Hỏa Sơn, nay dấu vết chỉ còn lại một dải nước hẹp nối liền hai đoạn sông Ba Chà và Bãi Dài còn lại ở đầu và cuối phường Hòa Hải. Đây là một hòn kép, gồm có một hòn Âm và một hòn Dương, được nối liền với nhau bằng một đường đá thiên tạo nhô cao hẳn lên. Ở khoảng giữa con đường này có chùa Ứng Thiên.
- Âm Hỏa Sơn nằm phía đông, gần đường Lê Văn Hiến, chóp núi tròn nhô lên cao hơn. Sườn núi có nhiều thớ đá nằm nghiêng và chạy nghiêng cắt ra từng đoạn, cây cối mọc ở các kẽ đá, ở mỏm núi phía đông có một cái hang thông từ sườn phía nam ra sườn phía bắc. Nhân dân địa phương thường đi theo đường này đến các hòn Kim Sơn và Thổ Sơn. Nơi Âm Hỏa Sơn không có động. Dưới chân núi có một tảng đá khắc 6 chữ: Phổ Đà Sơn Quan Âm điện. Vì thế Âm Hỏa Sơn cũng có tên nữa là "Phổ Đà Sơn", bởi nơi đó khi xưa có điện thờ Bồ Tát Quan Thế Âm.
- Dương Hỏa Sơn (tên dân dã là "núi Ông Chài") nằm ở phía tây. Ngày xưa, khi còn giao lưu được giữa Hội An và Đà Nẵng bằng đường thủy, ở đây có một bến sông, ghe thuyền đi về buôn bán vô cùng tấp nập. Trên bờ sông, sát chân hòn Dương Hỏa Sơn có khu miếu Ông Chài, hiện đã bị đổ nát. Tên dân dã "núi Ông Chài" có thể bắt nguồn từ đó. Trên Dương Hỏa Sơn có hai ngôi chùa cổ là chùa Linh Sơn và động Huyền Vi, chùa và hang Phổ Đà Sơn. Ngọn núi hướng về phía Tây
Nam sườn núi hiểm dốc và hang động rất tĩnh lặng. Nơi đây còn có di tích đền tháp của người Chăm.

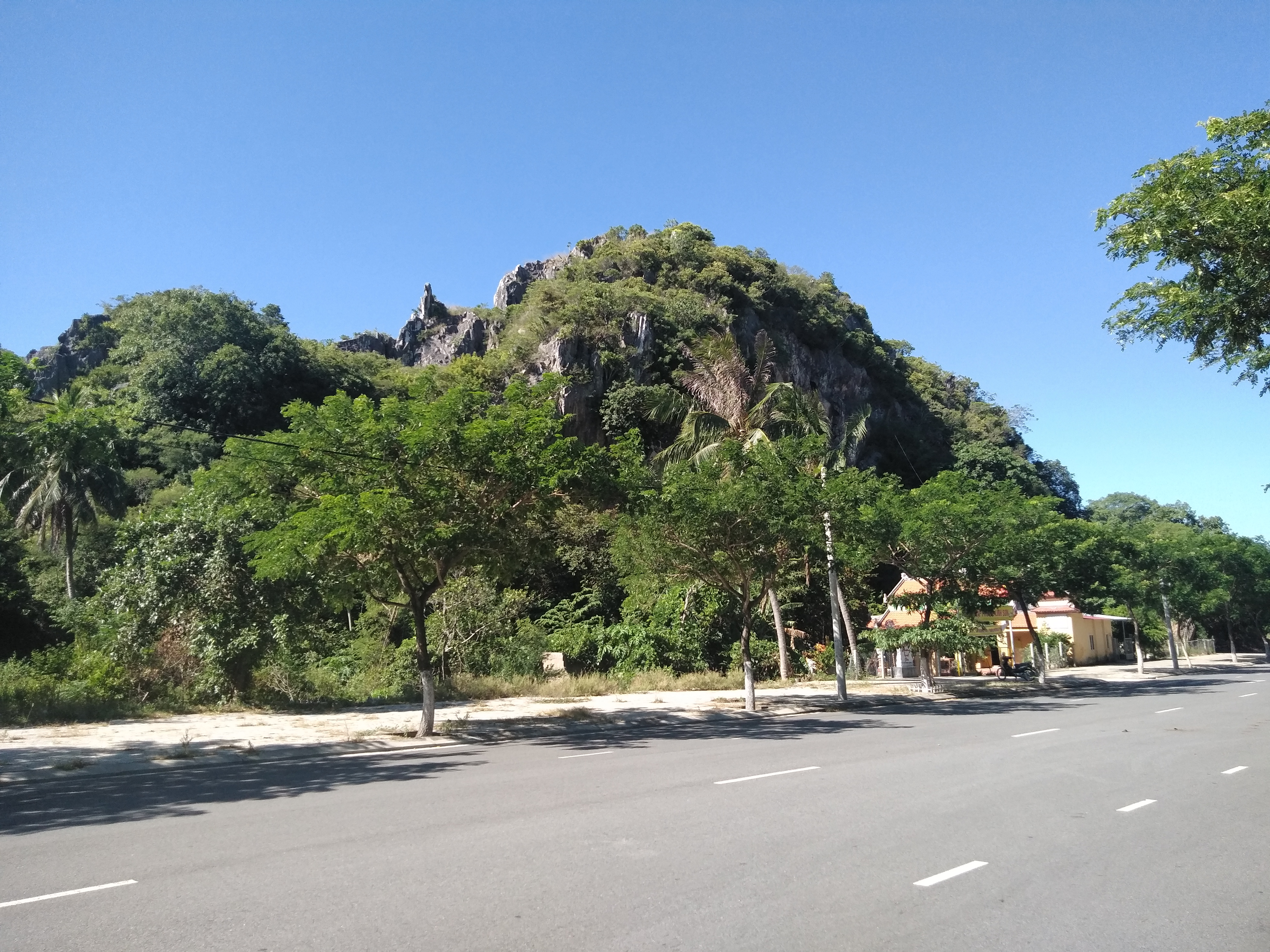
Dương Hỏa Sơn

Tương truyền ở Hỏa Sơn trước đây có một tấm bia đá của vua Lê Thánh Tông, và bên trên có khắc mấy hàng chữ Hán: 
Nhất thiên niên tiền nhất hải đạo.
Nhất thiên niên nhất danh sơn.
Nghĩa là:
Một nghìn năm trước là một đường biển
Một nghìn năm sau là một hòn non có danh.
Tấm bia ấy nay đã không còn tìm thấy.
Ngày nay, trên sườn núi phía Tây, mặt hướng về phía Bắc, đối diện với Kim Sơn có ba chữ Hán rất to được khắc vào vách đá "Dương Hỏa Sơn" và một dòng chữ nhỏ phải đến gần mới thấy: "Sắc Minh Mạng thập bát niên thất nguyệt nhật cát lợi" (Sắc Minh Mạng năm thứ 18, tháng 7, ngày tốt).

### Thổ Sơn

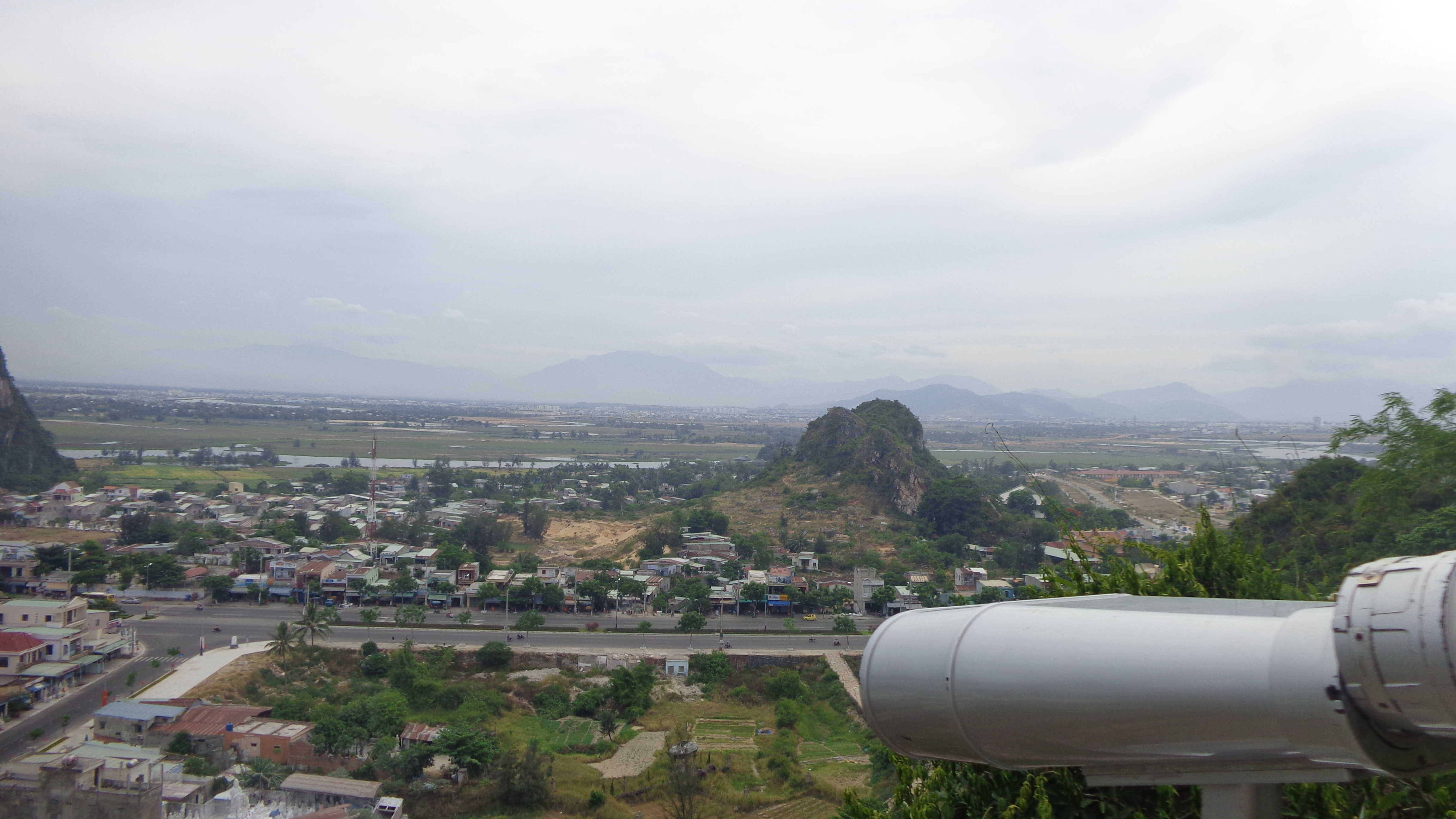
Ngọn Thổ Sơn trong cụm núi Ngũ Hành Sơn (tây bắc cụm), bên phải đường Đà Nẵng-Hội An.

Tên dân dã là "núi Đá Chồng" nằm ở phía Tây Bắc. Đây là ngọn núi đất, thấp nhất nhưng cũng dài nhất, trông như con rồng nằm dài trên bãi cát. Núi có hai tầng lô nhô những khối đá trên đỉnh và nhất là ở sườn phía đông. Sườn phía Bắc dốc hơn, có những vách đá dựng đứng, hẹp và thấp. Cây cỏ thưa thớt do bị phá hoại nhiều.

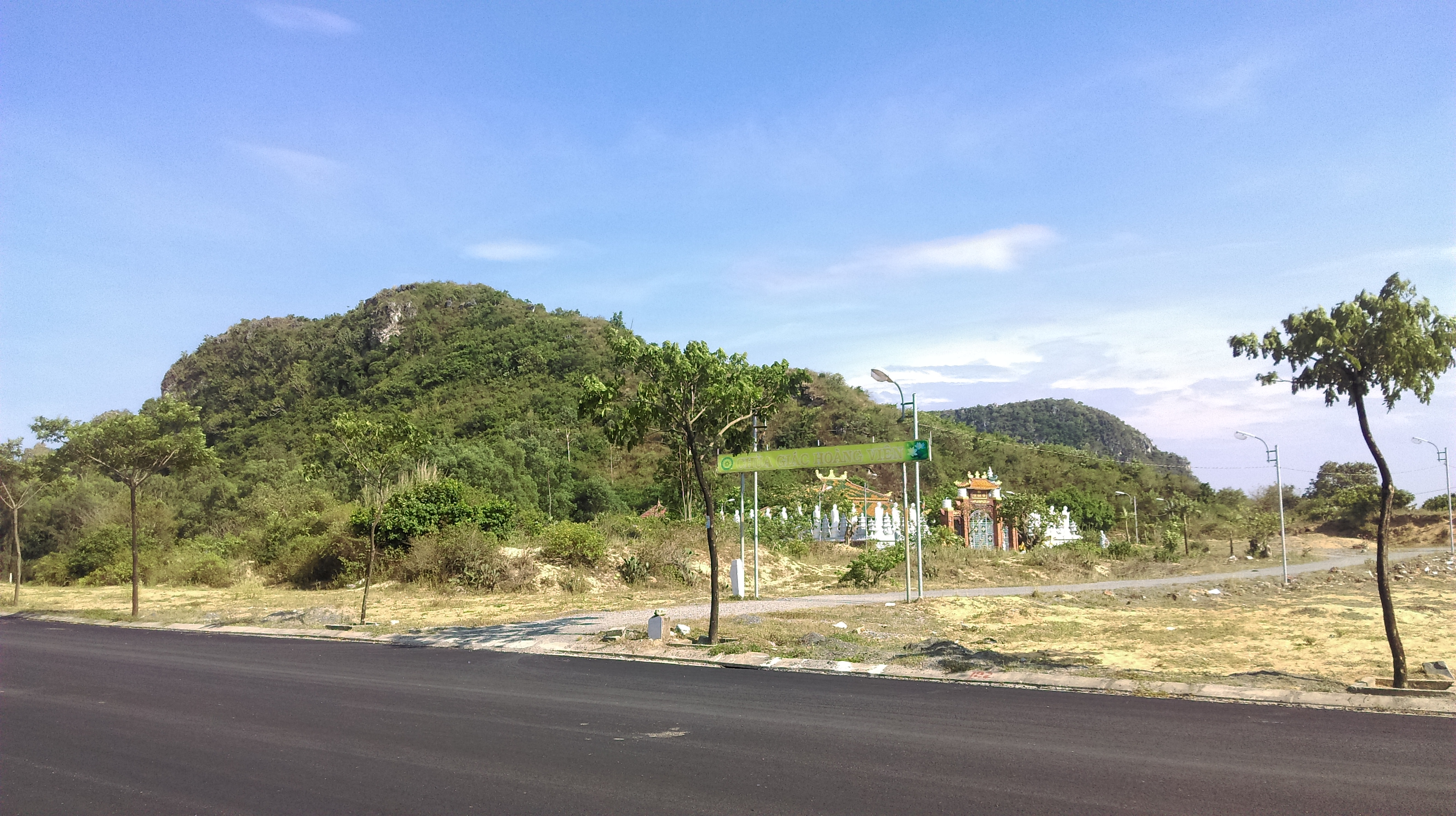
Thổ sơn

Theo truyền thuyết Thổ Sơn là nơi linh địa, và từ thuở xa xưa người Chăm đã chọn nơi đây làm nơi đồn trú. Hiện nơi đây còn lưu lại dấu tích của một kiến trúc Chăm.
Tại chân núi hiện có chùa Long Hoa, chùa Huệ Quang và dấu tích của một địa đạo. Theo thi sĩ Quách Tấn, sát chân núi có bến đò, gọi là Bến Ngự (sử Nguyễn ghi là bến Hóa Quê), vì xưa kia mỗi lần nhà vua đến viếng Ngũ Hành Sơn thì đậu thuyền tại đó. Tuy nhiên, có người cho rằng bến này ở núi Kim Sơn.

## Truyền thuyết về sự hình thành

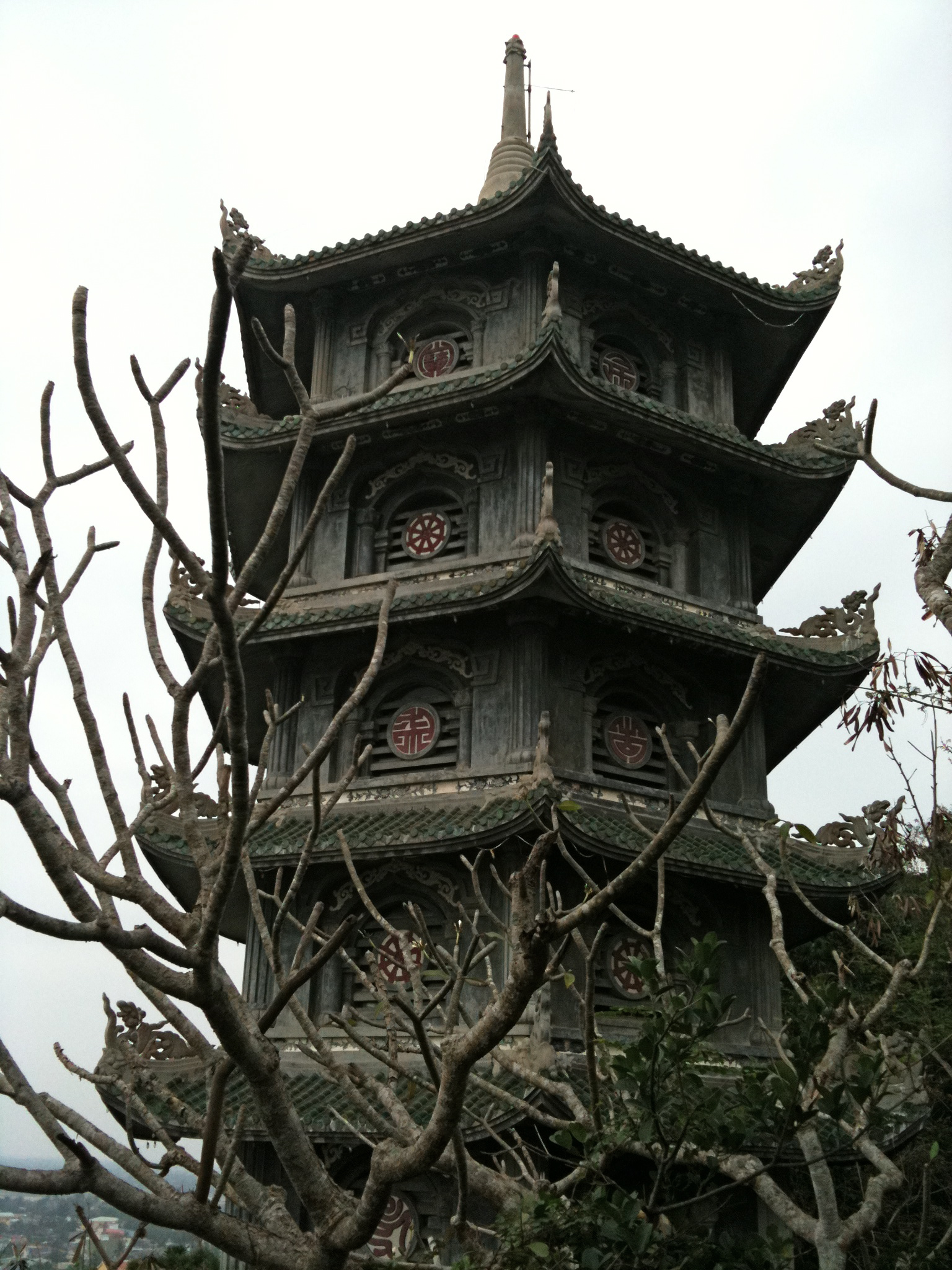
Bảo tháp Xá Lợi trên Thủy Sơn

Theo truyền thuyết của người Chăm, thuở xa xưa có một lão ngư (ở phương Bắc bị đắm thuyền trôi dạt đến, có sách ghi là một ẩn sĩ) sống giữa bãi cát mênh mông bên bờ biển. Một hôm, lão ngư thấy một con giao long rất lớn (có sách chép là nữ thần Naga) đến đây đẻ trứng. Bỗng từ đâu một con rùa vàng hiện lên, tự xưng là thần Kim Quy, đào cát vùi quả trứng xuống, rồi giao cho ông lão một cái móng chân của mình và dạy cách trông coi trứng rồng. Nhờ có móng rùa thần mà ngư ông đã ngăn chặn được diều hâu và các loài thú dữ đến xâm phạm nơi ấp trứng. Sau đó, quả trứng ngày một lớn dần. Cho đến một hôm, trứng nở ra một thiếu nữ xinh đẹp (có sách ghi là nàng tiên), và vỏ trứng tách thành năm mảnh, trở thành năm ngọn: Kim, Mộc, Thủy, Hỏa, Thổ. Vua Chăm nghe được câu chuyện ấy liền cưới thiếu nữ làm vợ, còn Thần Kim Quy thì chở ông lão lên trời.

## Nghề làm đá ở Ngũ Hành Sơn
Dưới chân ngọn Thủy Sơn là các cơ sở điêu khắc đá mỹ nghệ phát triển từ các làng nghề có tuổi đời trên 400 năm, tổ nghề là Huỳnh Bá Quát, tiên tổ của Đô ngự sử Huỳnh Bá Chánh. Từ các loại đá cẩm thạch có ở Ngũ Hành Sơn, người thợ đã chế tác các tác phẩm tinh xảo. Đá núi ở đây cũng đã từng góp phần trang trí Lăng Chủ tịch Hồ Chí Minh.
Thời gian gần đây, để bảo vệ di tích và cảnh quan khu danh thắng, chính quyền thành phố Đà Nẵng đã ra lệnh cấm khai thác đá trên núi. Không thể để làng nghề mai một, những nghệ nhân có tâm huyết với nghề đã tìm được hướng đi mới. Họ đã bỏ công đi khắp trong nước để tìm nguồn nguyên liệu phù hợp. Cuối cùng làng nghề đã được vực dậy với: 
- Đá trắng từ Nghệ An.
- Đá vân gỗ, đá hường, đá đỏ hoa, đá firo ở Hà Tây.
- Đá cẩm đen ở Ninh Bình.
- Đá sa thạch ở Quảng Nam...

## Thơ đề vịnh
Thơ đề vịnh Ngũ Hành Sơn có nhiều, song đa phần đều bằng chữ Hán. Ở đây giới thiệu một bài thơ vịnh bằng chữ Nôm của nữ sĩ Bang Nhãn:
Vịnh Ngũ Hành Sơn
Cảnh trí nào hơn cảnh trí này,
Bồng Lai âu hẳn cũng là đây.
Núi chen sắc đá màu phơi gấm,
Chùa nức hơi hương khói lẫn mây.
Ngư phủ gác cần ngơi mặt nước,
Tiều phu chống búa tựa lưng cây.
Nhìn xem phong cảnh ưa lòng khách,
Khen bấy thợ trời khéo đắp xây.
Một vài hình ảnh ở Thủy Sơn: 

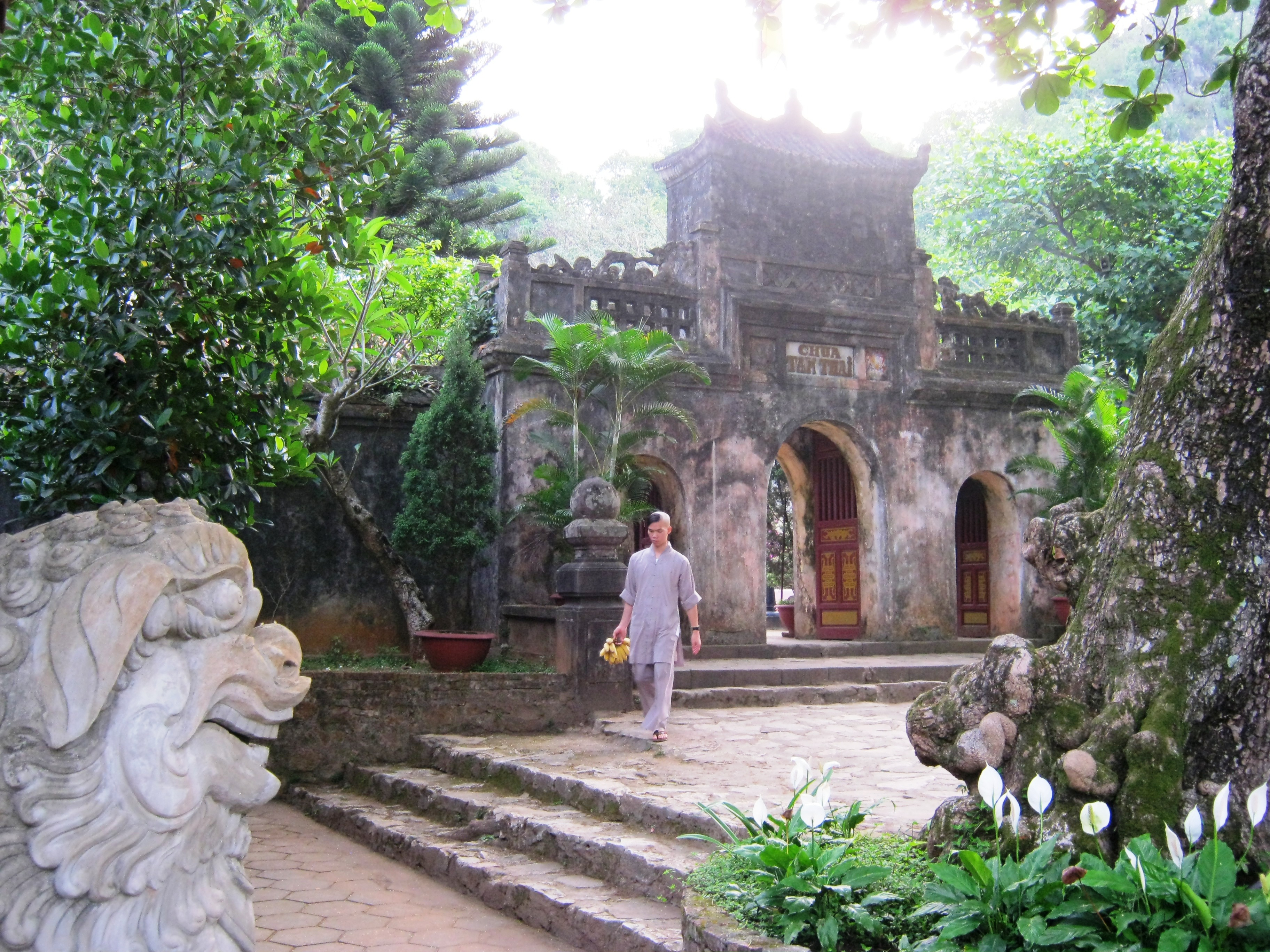
Chùa Tam Thai
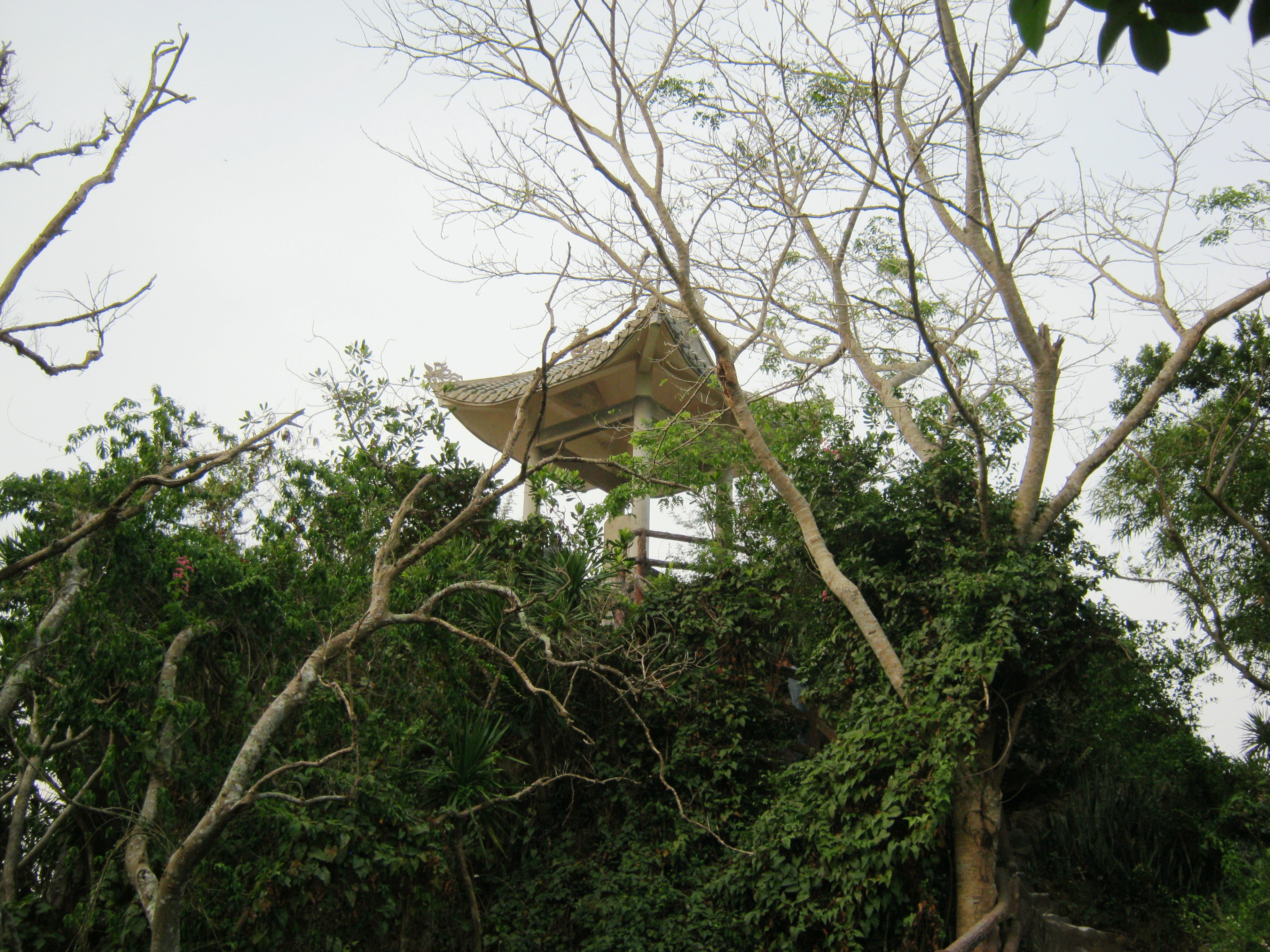
Vọng Hải Đài
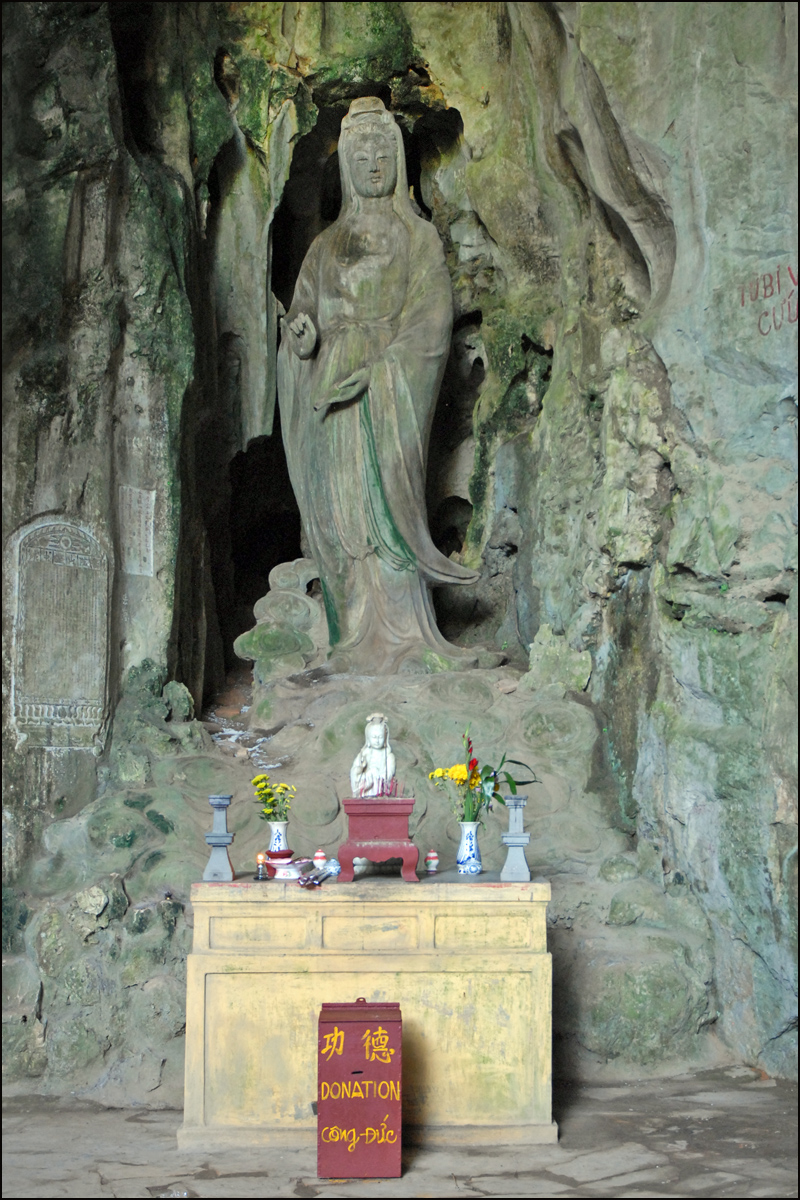
Tượng Quan Âm trong động Hoa Nghiêm.
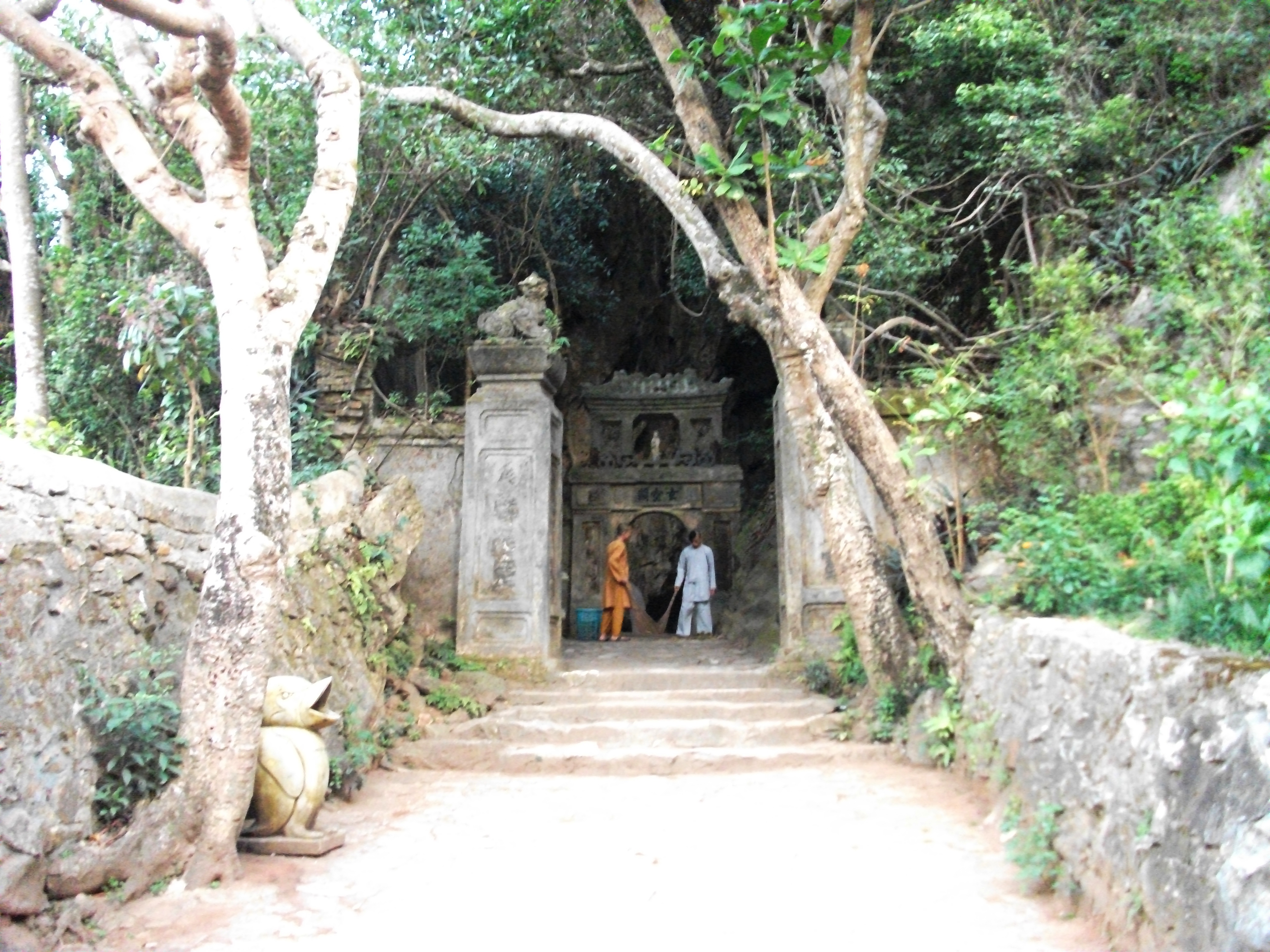
Đường vào động Huyền Không
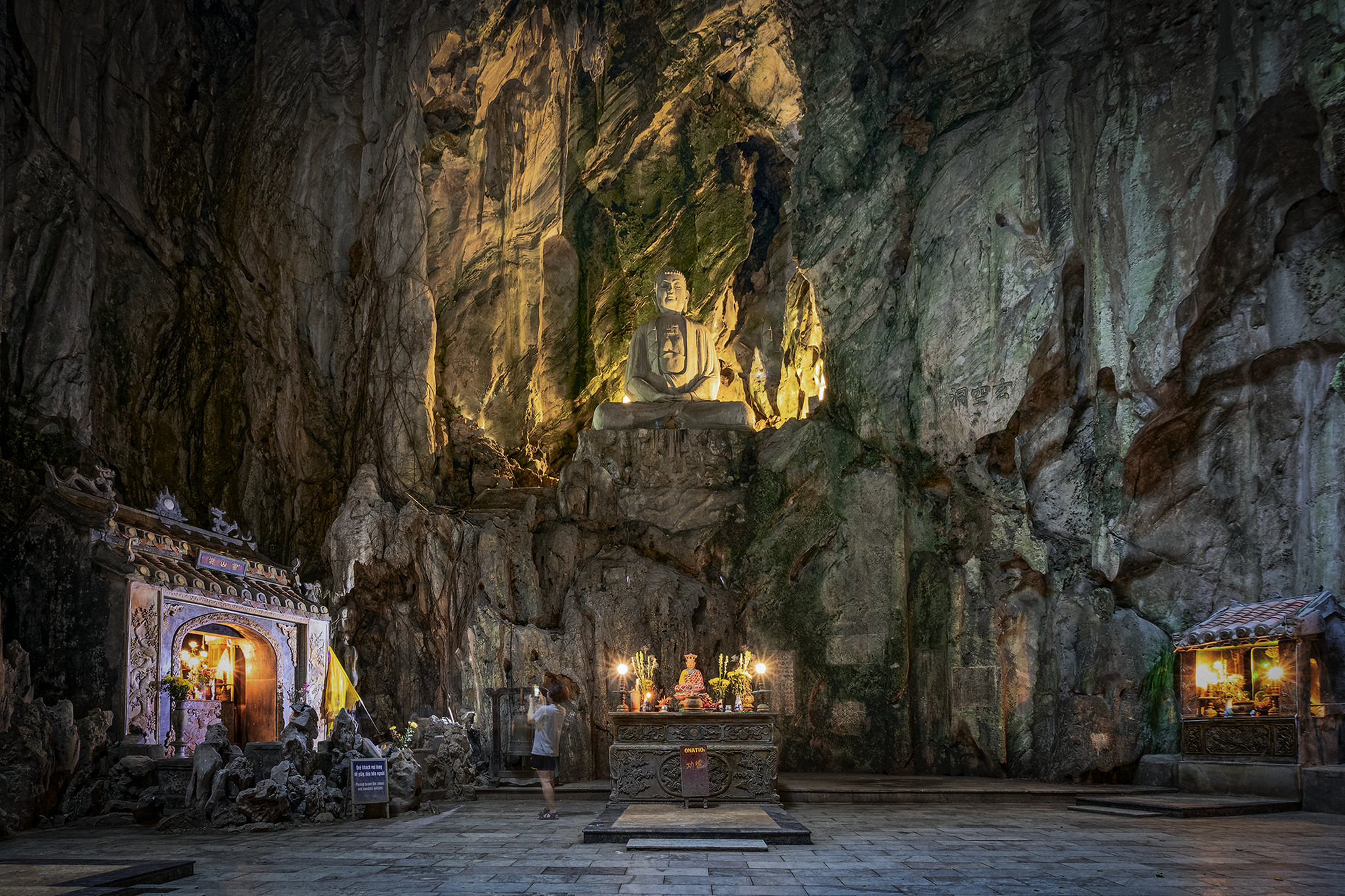
Bên trong động Huyền Không
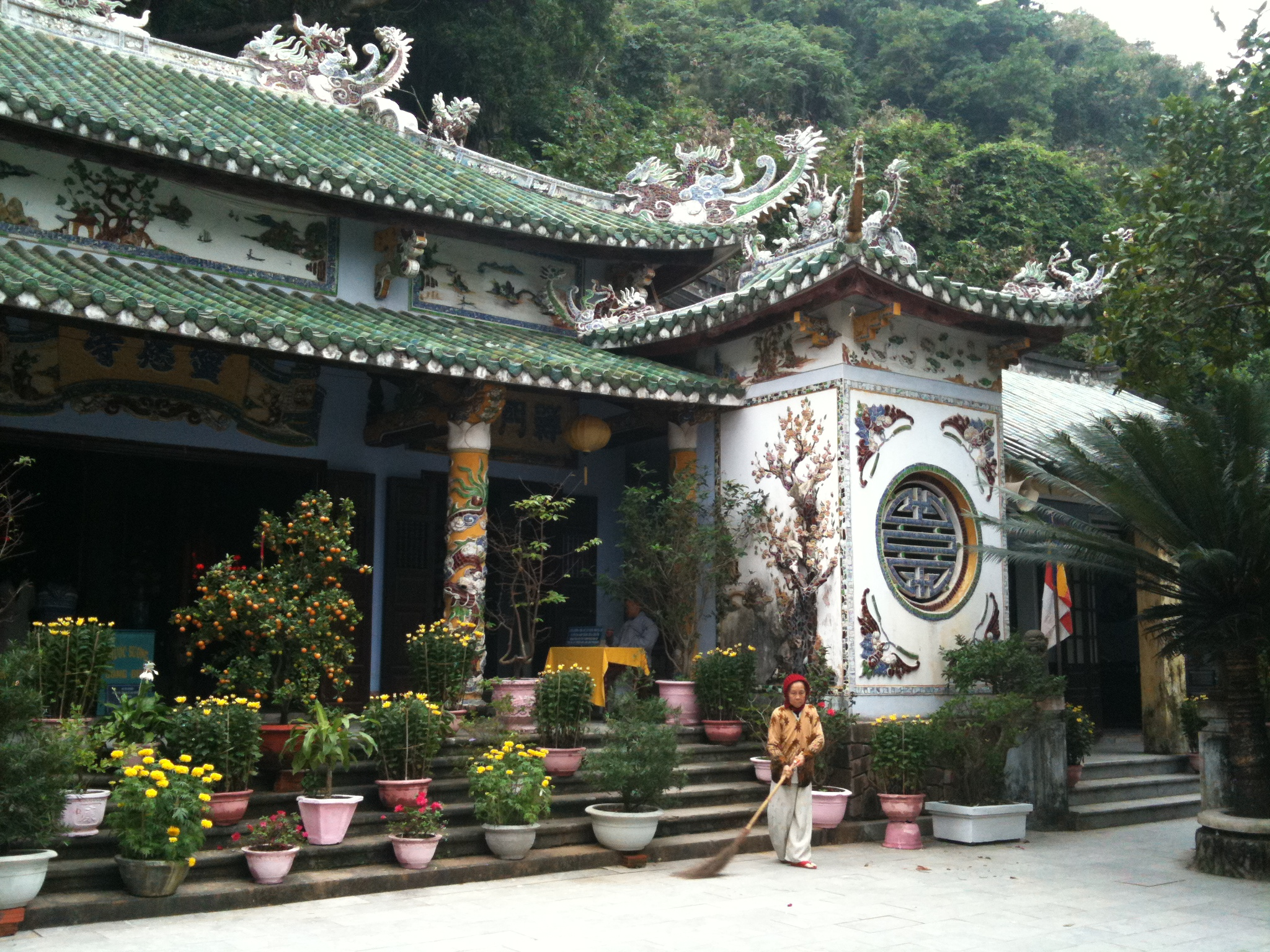
Chùa Linh Ứng

## Sách tham khảo chính
- Cao Xuân Dục, Đại Nam dư địa chí ước biên, TS. Hoàng Văn Lâu dịch và chú thích, Nhà xuất bản Văn học, 2003.
- Quách Tấn, Bước lãng du. Nhà xuất bản Trẻ, 1996.
- Trường đào tạo nghiệp vụ du lịch Sài Gòn, Kiến thức phục vụ thuyết minh du lịch. Nxb Thành phố Hồ Chí Minh, 1995.

Và các bài viết ở mục Liên kết ngoài.